# أحمد بن علي النجاشي
أحمد بن علي بن أحمد بن العباس بن محمد بن عبد الله بن إبراهيم بن محمد بن عبد الله النجاشي الأسدي (صفر 372 هـ - جمادى الأولى 450 هـ / أغسطس 982م - يوليو 1058م)، أبو العباس: مؤرخ، ونسابة، وأديب، إمامي المذهب. يعرف بابن الكوفي، من أهل بغداد، وتوفي بمطيرآباد. ويعد من أبرز علماء الإمامية في علم الرجال، وهو ثقة لدى الشيعة.
له كتاب (الرجال - ط) في تراجم علماء الشيعة وأسماء مصنفاتهم، ذكر فيه نفسه ونسبه وكتبه، وسماه في أول الجزء الثاني منه (فهرست أسماء مصنفي الشيعة وما أدركنا من مصنفاتهم) وله كتاب (الكوفة وما فيها من الآثار والفضائل) و(أنساب بني نصر بن قعين وأيامهم وأشعارهم) وهم أجداده. والنجاشي من أسرة مرموقة، فجده عبد الله النجاشي كان والي الأهواز في زمن أبو جعفر المنصور، وفي ذلك قال أبو اليقظان:«كان من ولد أبي سمال: عبد الله النجاشي، ولي الأهواز لأبي جعفر المنصور، وكان رافضيا غاليا، وولي ابنه محمد بن عبد الله اصطخر».
وجده أبو سمّال بن هبيرة (30 ق هـ - 60 هـ): من أشراف العرب، وكان شاعر حرب الردّة مع طليحة الأسدي، ثم تاب وشهد القادسية وكان سيدا من سادات بني أسد في الكوفة، وكان موصفا بالسخاء، وفي ذلك قال الطبري:«كان أبو السمّال ينادي مناديه في السوق والكتاتيب: من كان هاهنا من بني فلان وفلان ممن ليست له بها خطة فمنزله على أبي سمال، فاتخذ عثمان للأضياف منازل». وكان مع ذلك، كثير الشراب، فحده علي بن أبي طالب مراراً،وكان أبو سمال من وجوه العرب التي تفد على معاوية بن أبي سفيان، وله مع معاوية خبر طويل ذكره الواقدي.

## النسب
- أحمد بن علي بن أحمد بن العباس بن محمد بن عبد الله بن إبراهيم بن محمد بن عبد الله النجاشي بن عثيم بن أبي السمال سمعان بن هبيرة بن مساحق بن بجير بن أسامة بن نصر بن قعين بن الحارث بن ثعلبة بن دودان بن أسد بن خزيمة بن مدركة بن إلياس بن مضر بن نزار بن معد بن عدنان.

## ولادته ونسبه وكنيته
لم تتعرض كتب الرجال والتاريخ للحديث إلى مكان ولادته سوى ما قيل من أنّه ولد في شهر صفر عام 372هـ ق. نعته البعض بالبغدادي وآخرون بابن الكوفي.
وقد أنهى النجاشي سلسلة نسبه إلى عدنان الجدّ العشرين للنبي محمد. وجدّه -كما قال هو- عبد الله النجاشي الذي ولّي الأهواز وكتب إلى الحسين بن علي يسأله، وكتب الحسين إليه الرسالة المعروفة بـ«الرسالة الأهوازية».

## الدراسة
تلمّذ النجاشي في السنين الأوّلى من حياته على والده علي بن أحمد بن عباس النجاشي، وما أن بلغ الثالثة عشرة من عمره حتى خاض في علم الحديث وقراءة القرآن في مسجد اللؤلؤي كما أشار هو إلى ذلك حينما قال: «كنت أتردد إلى المسجد المعروف ب‍ (مسجد اللؤلؤي) وهو مسجد (نفطويه) النحوي، أقرأ القرآن على صاحب المسجد وجماعة من أصحابنا يقرؤن (كتاب الكافي) على أبي الحسين أحمد بن أحمد الكوفي».

## أسفاره
أمضى أحمد بن علي النجاشي جلّ عمره في بغداد ولم يخرج منها إلا في سفرات محدودة من أجل زيارة العتبات. ومن جملة تلك الأسفار السفر إلى النجف والتي جاور خلالها مقام علي بن أبي طالب فترة، وسفره إلى سامراء وبالإضافة إلى سفرة إلى كلّ من مكة ومدينة البصرة، ومنها رجوعه بين الحين والآخر إلى موطنه الأصلي الكوفة حيث سمع الحديث هناك وأجيز به أو أجازه لغيره.

## یقولون عنه
نقل محمد باقر الخوانساري عن عبد النبي الجزائري في كتاب الحاوي أنه قال: «النجاشي رجل جليل القدر وعالم عظيم الشأن في ضبط أحوال الرجال ولضبطه ودقته وتبحره يرجع المتأخرون عنه إلى جرحه وتعديله».
وقال المحدث القمي: «الشيخ الثقة الثبت الجليل، النقاد البصير، والمضطلع الخبير. كان رحمه الله صاحب كتاب الرجال المعروف الدائر الذي اتكل عليه كافة العلماء الإمامية المرموز بـ(جش). وكان من أعظم أركان الجرح والتعديل، وأعلم علماء هذا السبيل وهو الرجل كلّ الرجل لا يقاس بسواه ولا يعدل به من عداه».

## أساتذته
تلمذ النجاشي عند فحول علماء عصره كالشيخ المفيد والشيخ الصدوق والشريف المرتضى وأخيه الرضي وابن الغضائري . وذكر البعض أن النجاشي تلمّذ على يد كل من الأعلام:
1. والده علي بن أحمد بن عباس النجاشي.
2. أحمد بن محمد بن عمران المعروف بـ «ابن الجندي». وهو أوّل من تلمّذ عليه يقول الـ«آغا بزرك الطهراني». الطهراني، آقا بزرك، الذريعة إلى تصانيف الشيعة. بيروت: دار الأضواء، 1403 هـ ق.</ref>
3. أحمد بن محمد بن موسى المعروف بـ «ابن وصلة الأهوازي».
4. أحمد بن عبد الواحد بن أحمد البزاز المعروف بـ «ابن عبدون‌» أو «ابن الحاشر».
5. أحمد بن علي بن عباس السيرافي المعروف بـ«ابن نوح السيرافي».
6. أبو إسحاق إبراهيم بن مخلد.
7. القاضي أبو عبد الله الجعفي.
8. أبو الحسين بن محمد بن أبي سعيد.
9. حسن بن أحمد بن إبراهيم.
10. حسن بن أحمد بن محمد المعروف بـ «ابن هيثم العجلي».
11. حسن بن محمد بن يحيي الفحام.
12. أبو عبد الله حسين بن عبيد الله الغضائري.
13. حسين بن أحمد بن موسى.
14. حسين بن جعفر بن محمد المخزومي المعروف بـ «ابن الخمري».
15. سلامة بن ذكاء الموصلي.
16. عباس بن عمر بن عباس المعروف بـ «ابن أبي مروان».
17. عبد الواحد بن مهدي.
18. عبد السلام بن حسين الأديب.
19.عبد الله بن محمد بن عبد الله المعروف بـ «أبي محمد الحذاء الدعلجي».
20. عثمان بن حاتم بن المنتاب التغلبي.
21. عثمان بن أحمد الواسطي.
22. علي بن أحمد بن محمد القمي المعروف بـ «ابن أبي جيد».
23. أبو القاسم علي بن شبل بن أسد.
24. أبو الحسن محمد بن أحمد القمي.
25. محمد بن جعفر الأديب المعروف بـ «أبي الحسن التميمي».
26. محمد بن عثمان بن حسن المعروف بـ «النصيبي المعدل».
27. محمد بن علي بن شاذان القزويني.
28. محمد بن علي بن يعقوب المعروف بـ «أبي الفرح القنائي الكاتب».

## آثاره ومصنفاته
ترك النجاشي الكثير من المصنفات، منها:
- فهرس أسماء مصنفي الشيعة المعروف برجال النجاشي. ويعدّ من أهم المصنفات التي خطّها يراع النجاشي حيث لا يزال- مع مرور ما يقرب من الألف عام على تأليفه- المرجع الأم في الجرح والتعديل ولم يفقد مكانته المرجعية رغم صدور المئات من الكتب الرجالية طوال تلك الفترة. وهو صاحب الكلمة الأولى باعتراف كبار الرجاليين والفقهاء والمحدثين ورأيه هو الراجح والمقدم عن التعارض بينه وبين غيره.

- الجمعة وما ورد فيه من الأعمال
- الكوفة وما فيها من الآثار والفضائل
- أنساب بني نضر بن قُعَين وأيامهم وأشعارهم
- مختصر الأنوار ومواضع النجوم التي سمتها العرب.
- تفسير النجاشي.
- أخبار بني سنسن؛ ذكره النجاشي في ذيل رسالة أبي غالب الزراري.

## وفاته
توفي النجاشي سنة 450 هـ ق في منطقة مطر آباد أو مطير آباد بالقرب من سامراء. وكان العلامة الحلي (المتوفى 726هـ ق) أوّلَ من سجّل تاريخ ومكان وفاته في كتابه خلاصة الاقوال.
وقد ردّ شبير الزنجاني على ما سجله العلامة الحلي مستدلا عليه بأنّ النجاشي قد ذكر في ترجمته لأبي يعلى محمد بن حسن بن حمزة الجعفري أنّه توفي في رمضان سنة 463 هـ ق مما يعني أنّ الرجل بقي حيّا إلى ما بعد هذا التاريخ؛ إذ من المستحيل أن يترجم المتوفى سنة 450هـ ق لشخصية توفيت بعده بأكثر من عشر سنين.